# 화신전자
화신전기는 1973년부터 1984년까지 존재한 대한민국의 가전회사다. 당시 본사 소재지는 경기도 부천시에 있다.

## 역사
- 1973년 - 소니와 합작으로 화신쏘니를 설립
- 1976년 - 소니 TV와 오디오 제품을 국내 정식유통개시
- 1977년 - 독자경영으로 전환
- 1979년 - 화신전자로 사명변경
- 1980년 - 부도
- 1981년 - 법정관리
- 1981년 - 당시 재계에서는 화신전기와 함께 쌍용을 비롯해 선경, 현대, 대우 등이 화신전자를 인수해 소니와의 기술제휴를 이어가려 한다는 소문이 돌았으나 실제로 성사되지 않는다.
- 1984년 - 공장부지를 아남산업에 매각
- 1984년 - 폐업

## 같이 보기
- 화신전기
- 화신그룹
- 소니